# آمال البكوش
آمال البكوش ممثلة تونسية، لعبت العديد من الادوار منها دور جنات، في سلسلة شوفلي حل، بالاشتراك مع كمال التواتي، منى نور الدين، سفيان الشعري، كوثر بلحاج وجميلة الشيحي.

## الأعمال التليفزيونية
- 1992: الدوار لعبد القادر الجربي: أم العاتي.
- 1992 : ليام كيف الريح لصلاح الدين الصيد
- 1996: الخطاب على الباب (الموسم 1) لصلاح الدين الصيد: الحاجة سيدة.
- 2001: ضفاير لالحبيب المسلماني.
- 2002: قمرة سيدي محروس لصلاح الدين الصيد: زنيخة محروس.
- 2003: إخوة وزمان لحمادي عرافة: الجدة.
- 2004: حسابات وعقابات لحبيب مسلماني: طاوس.
- 2005-2009: شوفلي حل لصلاح الدين الصيد وعبد القادر الجربي: جنات.
- 2012: من أجل عيون كاترين، حمادي عرافة.[1]
- 2013: يوميات امراة لنجيب عياد.
- 2017: لمنارة لعاطف بن حسين.
- 2018: الي ليك ليك لقيس شقير.
- 2020: أولاد مفيدة (الموسم 5) لسامي الفهري.

## روابط خارجية
- آمال البكوش على موقع IMDb (الإنجليزية)
- آمال البكوش على موقع قاعدة بيانات الأفلام العربية
- آمال البكوش على موقع قاعدة بيانات الفيلم (الإنجليزية)